# Severiano Núñez
Severiano Núñez García (Barrado, 31 de diciembre de 1896 - Plasencia, 16 de septiembre de 1936) fue un maestro y alcalde de Herreruela (España).
Tras ocupar la alcaldía de Herreruela entre 1924 y 1932, regresó a su tarea como maestro en Jaraíz de la Vera. No militó en formación política alguna, aunque participó en apoyo de las organizaciones de izquierda. Fue un reconocido maestro en la zona de La Vera extremeña. Durante la estancia en su pueblo natal en julio de 1936, fue detenido por miembros de Falange Española y la Guardia Civil tras el fracasado golpe de Estado que dio lugar a la Guerra Civil, juzgado en consejo de guerra y condenado a muerte por rebelión, siendo ejecutado en las tapias del cementerio de Plasencia.
Su cuerpo recibió más de 20 impactos de bala y fue enterrado en una fosa común donde, más tarde, se encontraron evidencias de 85 cadáveres, entre ellos dos hombres, un agricultor militante del Partido Socialista Obrero Español y un vecino de Plasencia militante de Izquierda Republicana, que fueron fusilados el mismo día. 
Con posterioridad, en su localidad natal, Barrado, se ha erigido un monumento en su nombre, junto con otros represaliados nacidos en Barrado y se le ha dedicado una calle como homenaje a su memoria.